# Rio Braço do Norte
O rio Braço do Norte é um curso de água do estado de Santa Catarina, no Brasil. Atravessa o município de Braço do Norte no sentido Norte-Sul, onde ocorre a expansão urbana.

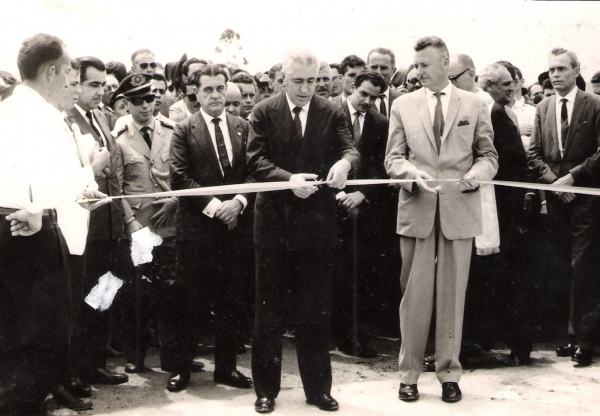
Inauguração da ponte rodoviária sobre o rio Braço do Norte, ligando os municípios de Braço do Norte e Grão-Pará (antiga rodovia SC-439), em 1963. São identificados em primeiro plano o então governador de Santa Catarina Celso Ramos (esquerda, cortando a fita inaugural), tendo a seu lado o então prefeito de Braço do Norte Dorvalino Locks, e parcialmente encoberto por este o padre Valentin Oenning, com Lauro Locks na extremidade direita da fotografia. Oswaldo Westphal é o retratado de maior estatura entre o governador e o prefeito.

Desemboca no rio Tubarão, na localidade denominada Barra do Norte, no município de São Ludgero.

## História
A colonização do vale do Braço do Norte iniciou em 1873 em seu encontro com o rio Tubarão, a Barra do Norte.